# أوغوستا لا توري
أوغوستا لا توري (بالإسبانية: Augusta La Torre)‏ هي ثورية بيروفية، ولدت في 29 أغسطس 1946 في هوانتا في بيرو، وتوفيت في 14 نوفمبر 1988 في بيرو.